# California Star
California Star è il titolo di un album del gruppo musicale Martin Stephenson & the Daintees, pubblicato nel 2012.

## Tracce
Tutte le tracce sono state scritte e arrangiate da Martin Stephenson, eccetto la 11, scritta da Helen McCookerybook.
1. The Ship - 4:42
2. The Streets of San Sebastian - 4:24
3. Power That Is Greater - 2:45
4. California Star - 3:24
5. Ready to Move On - 3:11
6. Boy to Man - 3:43
7. Something Special - 3:40
8. Silverbird - 4:29
9. Long Way to Go - 3:31
10. Sweet Cherwine - 2:17
11. I'm in Love for the First Time - 3:41